# 152299 Vanautgaerden
152299 Vanautgaerden è un asteroide della fascia principale. Scoperto nel 2005, presenta un'orbita caratterizzata da un semiasse maggiore pari a 2,4187794 UA e da un'eccentricità di 0,1333683, inclinata di 6,75442° rispetto all'eclittica.
L'asteroide è dedicato all'astrofilo belga Jan Vanautgaerden.